# Stanno tutti bene
Stanno tutti bene és una pel·lícula dramàtica italiana de 1990 dirigida per Giuseppe Tornatore que va coescriure el guió amb Tonino Guerra i Massimo De Rita.
La pel·lícula es va tornar a fer el 2009 com a Everybody's Fine amb un ambient estatunidenc i protagonitzada per Robert De Niro, i de nou el 2016 a la Xina també com a Everybody's Fine el 2016.

## Argument
Matteo Scuro, un buròcrata retirat de Sicilià i aficionat a l'òpera, s'ha posat en marxa pels seus cinc fills adults durant les vacances d'estiu, tots ells viuen a diverses ciutats del continent italià amb el que creu que són feines responsables. Tot i la no visita i les crítiques dels veïns, es manté optimista, tenint en compte que els seus fills no han pogut venir perquè estan massa ocupats. Els seus fills porten el nom de personatges populars d'òpera, Tosca per Tosca de Puccini, Canio per Pagliacci de Leoncavallo, Norma per Norma de Bellini, Guglielmo per Guglielmo Tell de Rossini i Alvaro per a La forza del destino de Verdi.
Decideix sorprendre a cadascun d'ells amb una visita, viatjant en tren, i no en troba cap com ell s'imaginava, cada un dels seus fills semblant reflectir el personatge de l'òpera amb el qual van rebre el nom. Els viatges en tren de Matteo el porten a Nàpols, Roma, Florència, Milà i Torí per buscar cadascun dels seus fills; fins i tot passa una nit al carrer entre els sense sostre. Abans de la seva arribada a cadascuna de les seves cases, cadascun dels seus fills grans s'esforcen per posar una façana per tapar els seus defectes personals: l'exmarit d'una filla es trasllada temporalment a casa amb ella i el seu fill. Un fill que va perdre la seva càtedra universitària es trasllada temporalment al seu antic despatx. Una altra filla amaga el fet que treballa com a model de llenceria, etc. Finalment, després de visitar tots els seus fills, Scuro torna a Sicília, visita la tomba de la seva dona i li informa amb ironia que els seus fills estan tots bé.

## Repartiment
- Marcello Mastroianni: Matteo Scuro
- Michèle Morgan: Dona al tren
- Valeria Cavalli: Tosca
- Marino Cenna: Canio
- Norma Martelli: Norma
- Roberto Nobile: Guglielmo
- Salvatore Cascio: Alvaro infant

## Premis
Va guanyar el Premi del Jurat Ecumènic (Giuseppe Tornatore) i va ser nominat a la Palma d'Or (Giuseppe Tornatore) al 43è Festival Internacional de Cinema de Canes. També va guanyar el premi David di Donatello al Millor músic (Ennio Morricone) i el Nastro d'argento a la millor història original (Giuseppe Tornatore).